# Guipavas
Guipavas è un comune francese di 13 933 abitanti situato nel dipartimento del Finistère nella regione della Bretagna.

## Monumenti e luoghi d'interesse

### Architetture religiose

#### Chiesa parrocchiale

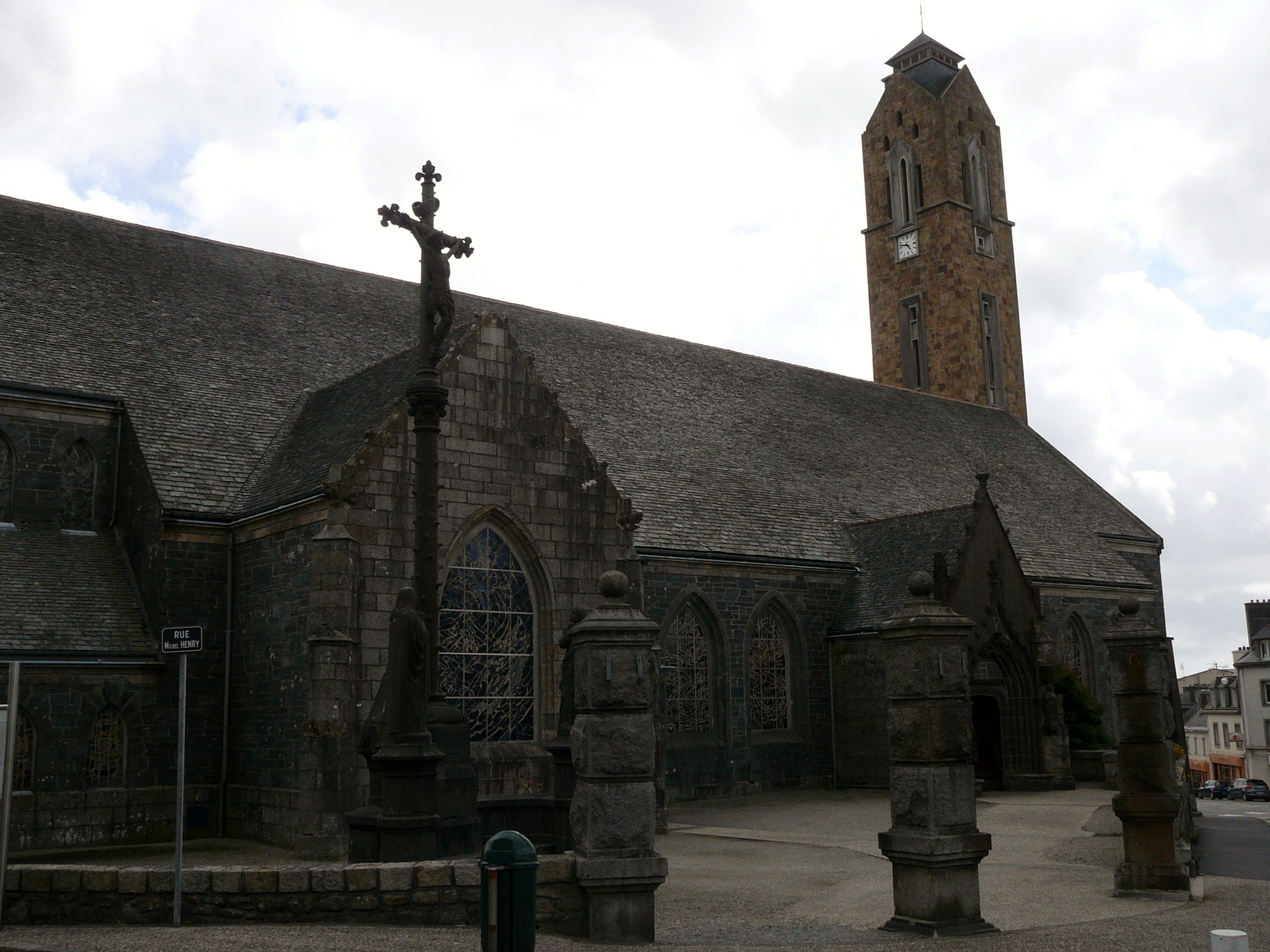
La chiesa parrocchiale

L'edificio fu costruito sulle fondamenta di una chiesa precedente del XIV secolo, consacrata ai santi Pietro e Paolo. La chiesa subì diversi problemi come la Guerra di successione bretone, dove la torre campanaria fu distrutta nel 1791 e ricostruita solamente molto più tardi.
Sempre la torre fu colpita nuovamente dai tedeschi il 12 agosto 1944, cadendo sulla chiesa stessa.
La nuova chiesa fu nuovamente ricostruita e riconsacrata il 6 febbraio 1955 dal monsignore Fauvel, vescovo di Quimper e Leon, e abbellita con dei vetri murati fu inaugurata e benedetta il 18 marzo 1990.
Al di fuori della chiesa si trova un calvario di kersantite datato 1883, dove appaiono oltre alla croce le statue di santa Maddalena, la Vergine Maria e San Giovanni.
Il portico della chiesa è datato 1563 e contrariamente alla tradizione è orientato a nord. È adornato con statue di san Giuseppe, della Vergine Maria e 7 angeli musicisti sopra la porta d'ingresso.

## Società

### Evoluzione demografica
Abitanti censiti

## Lingua bretone
Nel 2011, solo il 4,5% degli alunni di Guipavas erano iscritti nelle scuole elementari bilingue francese - bretone.
- Wikimedia Commons contiene immagini o altri file su Guipavas

## Gemellaggi

### Callington
Guipavas e Callington sono gemellate dal 1982. Callington si trova nel sud ovest dell'Inghilterra, vicino alla Cornovaglia.

### Barsbüttel
Le 2 città sono gemellate dal 1986. Barsbüttel si trova nel nord della Germania, a pochi chilometri da Amburgo.

## Amministrazione

### Sindaci
| Periodo                 | Nome sindaco     | Partito politico     |
| ----------------------- | ---------------- | -------------------- |
| marzo 1965 - marzo 1995 | Charles Kerdilès | RPR (centro-destra)  |
| marzo 1995 - marzo 2008 | Henri Pallier    | UMP (centro-destra)  |
| marzo 2008 - in corso   | Alain queffelec  | PS (centro-sinistra) |

## Infrastrutture e trasporti

### Aeroporti
L'aeroporto internazionale di Brest si trova sul territorio comunale di Guipavas.
Questo permette il collegamento con città lontane come: Parigi, Londra, Lione, Marsiglia, Nizza, Bordeaux e Lilla con voli regolari tutto l'anno. Nel periodo estivo ci sono collegamenti anche con destinazioni estere turistiche.

### Bus
Guipavas è servito da una linea di bus (numero 12) che collega il centro del paese a Brest e Gouesnou.
Un altro bus invece, collega il centro di Brest con l'aeroporto.

### Tram
Nel giugno 2012 è stata inaugurata la prima linea del tram che traversa Brest da ovest a est fino a Guipavas. La fermata al capolinea si trova vicino al negozio del gigante svedese Ikea, a 4 km dal centro del comune.